# 松井義弥
松井 義弥（まつい よしや、2000年6月18日 - ）は、福岡県田川市出身の元プロ野球選手（外野手・内野手）。右投左打。

## 経歴

### プロ入り前
田川市立金川小学校1年生から「香小エルテックス」で軟式野球を始め、田川市立金川中学校では同校の軟式野球部に所属し、投手兼捕手としてプレーする。
高校は、北九州市の折尾愛真高校に進学。1年生の春からベンチ入りし、1年生の夏から4番・遊撃手として試合に出場する。3年生の夏の第100回全国高等学校野球選手権大会に同校として初めての甲子園出場を果した。3番・三塁手として出場した対日大三高戦では、4打数1安打を記録するも初戦敗退となった。
2018年10月25日に行われたプロ野球ドラフト会議において、読売ジャイアンツからドラフト5巡目で指名され、11月17日、北九州市内のホテルにて入団交渉を行い、契約金3500万円、年俸500万円（金額は推定）で契約合意に達し、11月23日、東京ドームで開催された「ジャイアンツ ファンフェスタ2018」において新入団選手発表が行われた。背番号は65。

### プロ入り後
2019年は二軍で20試合に出場し、打率.136、1本塁打の成績を残した。
2020年は二軍で4試合に出場し、打率.300、1本塁打、2打点の成績だった。
2021年は内野手登録のまま本格的に外野手に挑戦。二軍で6試合に出場し、18打数1安打、打率.056、1本塁打、1打点の成績だった。10月4日、翌年の契約を結ばないことが通告された。独立リーグや社会人野球からの誘いもあったが、NPBに戻れる希望や自信が持てなかったため、現役引退を決断した。

### 現役引退後
2022年9月、自身のコラムが文春オンラインに掲載され、「野球しかやってきて来なかったのでやりたいことを仕事に出来るのでは」という思いから、同年春より大学に進学したことを明かしている。
また、その一方で2023年3月に日本野球連盟へ加盟した社会人野球のクラブチーム・ARC九州に初年度から選手として登録されている。

## 選手としての特徴
高校通算40本塁打のスラッガー。
191cmの長身で50メートル走6秒1と俊敏性も併せ持ち、身体能力が魅力。
プロ入り後は三軍でも結果を残せずにいたが、大きな原因として松井自身、ボール球に手を出してしまうきらいがあったことを挙げている。

## 人物
愛称は「ヨッシー」、「よしお」、「ゴジ」。
松井秀喜と同姓であることから「九州のゴジラ」と称される。このニックネームについて、「バッティングを武器にする選手ではありたい」と思いつつ、松井秀喜の現役時代のプレーをあまり見たことがなかったため、重圧には感じていなかったという。
巨人のドラフト同期の多くが自身と同じ高卒の選手で仲が良く、巨人退団後も同期とは連絡を取り合っているという。

## 詳細情報

### 年度別打撃成績
- 一軍公式戦出場なし

### 背番号
- 65（2019年[6] - 2021年）